# Броннегер
Броннегер (нід. Bronneger) — село в нідерландській провінції Дренте. Входить до муніципалітету Боргер-Одорн.
Його площа становить 2,50 км², а населення станом на 2021 рік складало 120 осіб.

## Галерея

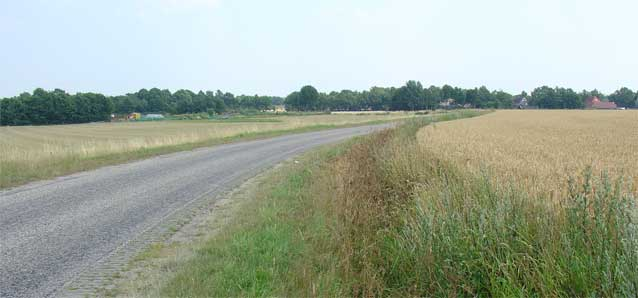
Вид на село
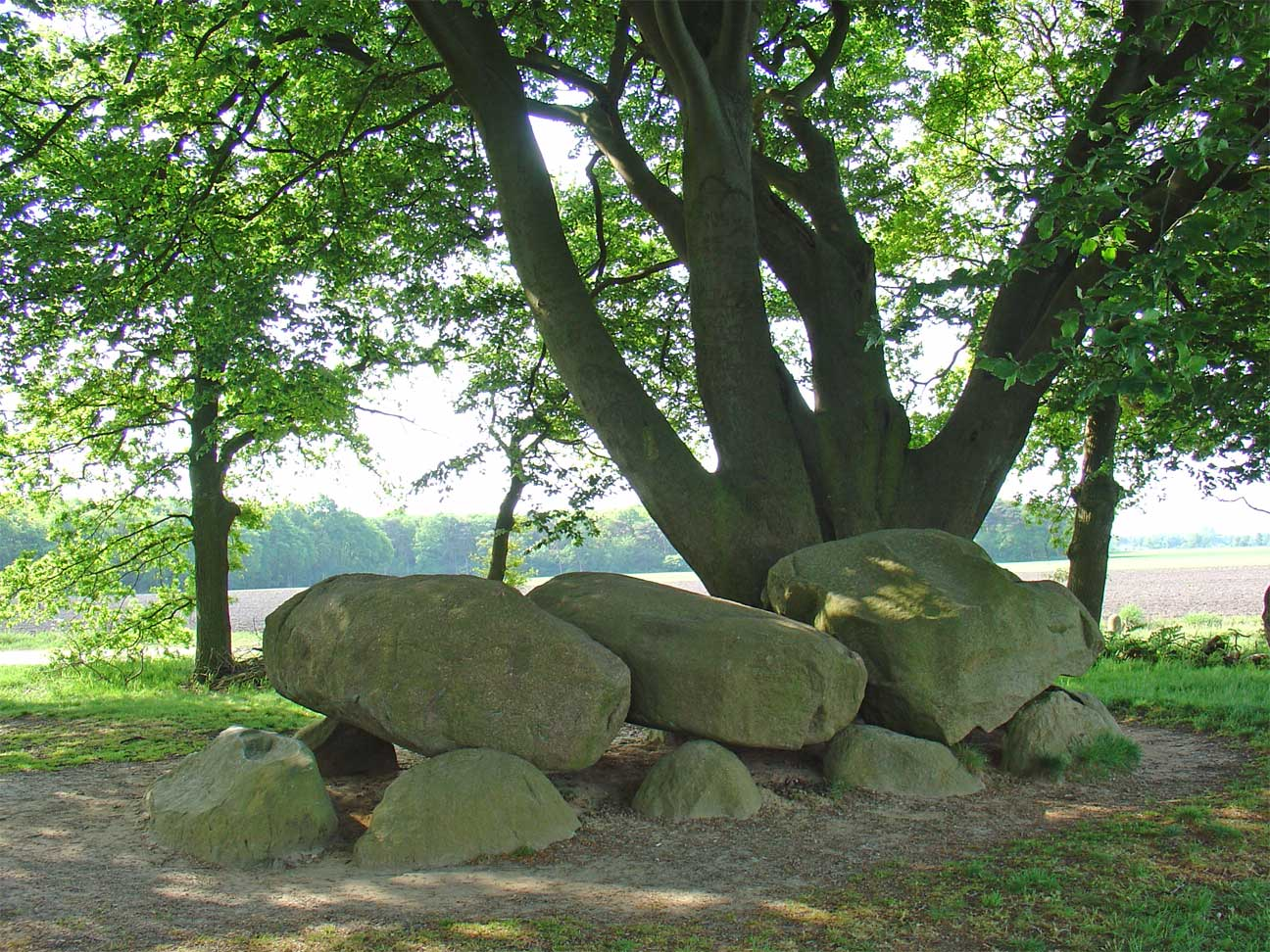
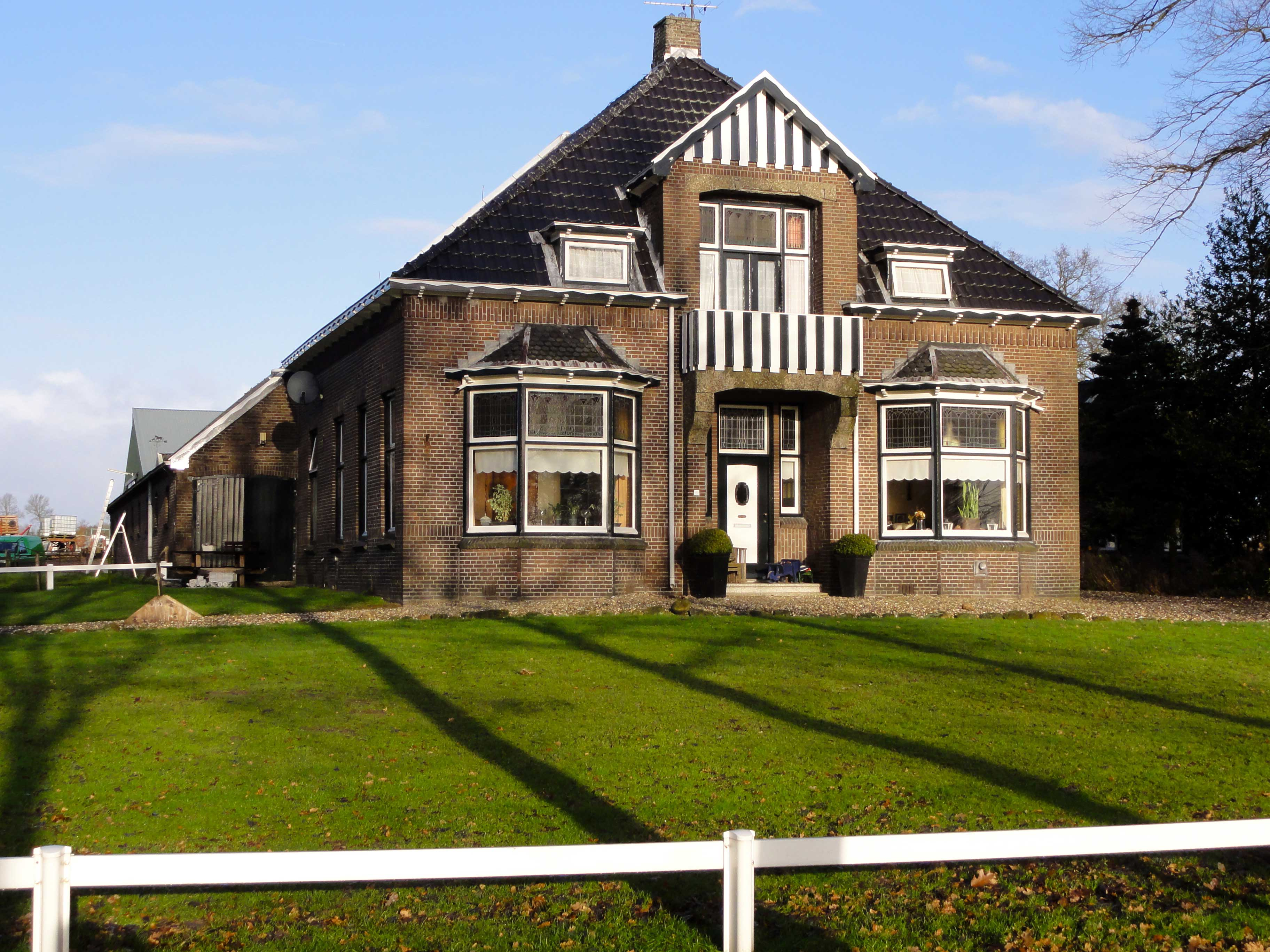
Ферма у Броннегері
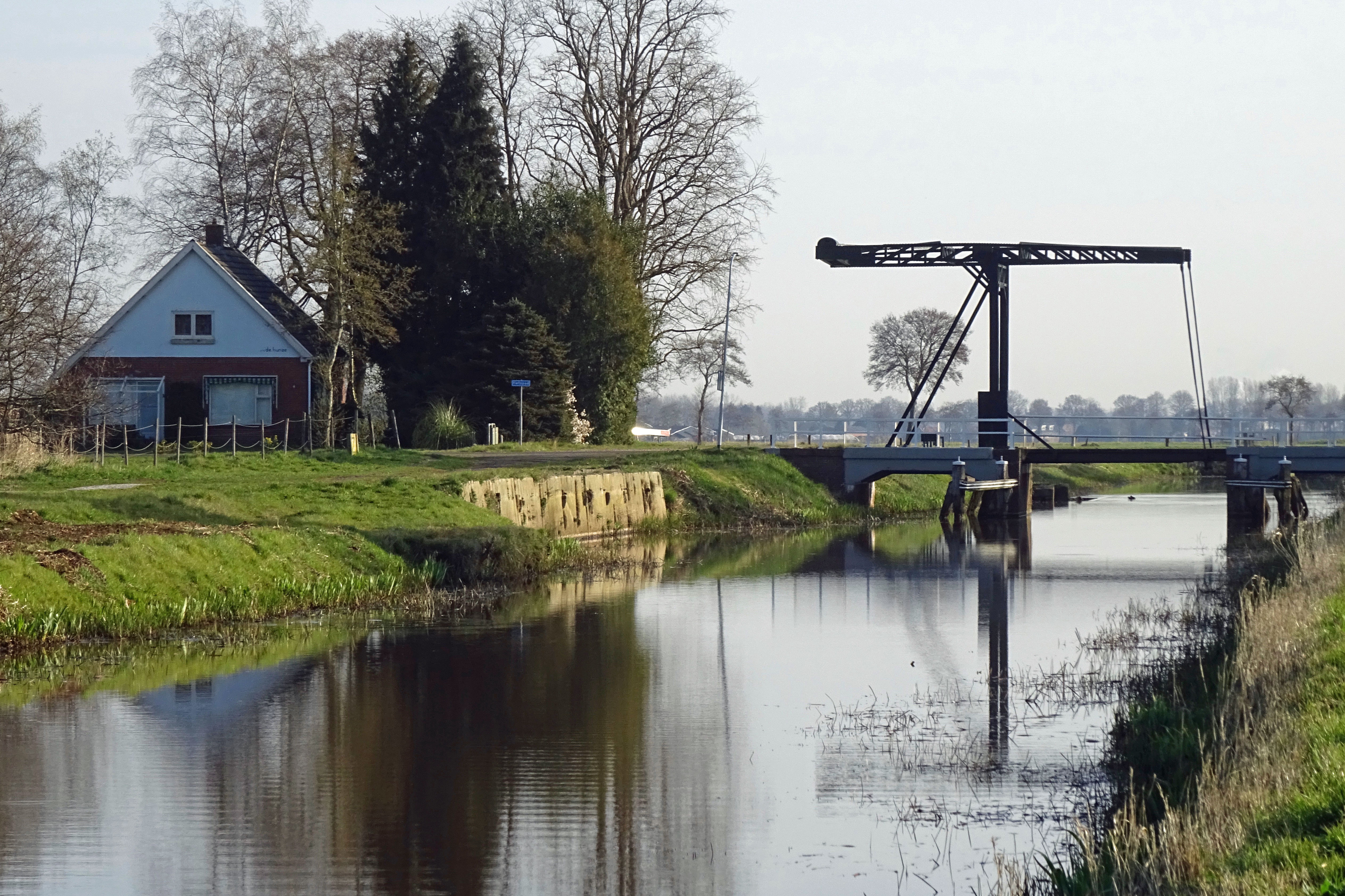
Розвідний міст у селі